# Gyomaendrőd
Gyomaendrőd [ɟomɒɛndrø:d] ist eine ungarische Stadt im gleichnamigen Kreis im Komitat Békés. Sie entstand Anfang 1982 durch den Zusammenschluss der ehemaligen Großgemeinden Endrőd und Gyoma. Zu Gyomaendrőd gehören eine Reihe von Ortsteilen, die beiden von der Einwohnerzahl größten sind Öregszőlő und Nagylapos.

## Geografische Lage
Gyomaendröd liegt 34 Kilometer nordwestlich des Komitatssitzes Békéscsaba am linken Ufer des Flusses Hármas-Körös. Nachbargemeinden sind Mezőtúr, Szarvas, Körösladány, Mezőberény und Dévaványa.

## Geschichte

### Gyoma
Die Entstehung des Ortsnamens ist unbekannt. Durch schriftliche Quellen belegt sind Schreibweisen wie Gama (1332), Gyoma (1444), Gyomya (1473) und Gywoma (1479). Anfang des 19. Jahrhunderts waren Bevölkerung und landwirtschaftliche Produktion des Dorfes so angewachsen, dass Gyoma 1830 den Status einer Agrarstadt erlangte. Es bildete die größte Gemeinde des Bezirks. Im Jahr 1907 gab es in der damaligen Großgemeinde 2435 Häuser und 11.545 Einwohner auf einer Fläche von 39.102 Katastraljochen. Sie gehörte zu dieser Zeit zum Bezirk Gyoma im Komitat Békés.

### Endrőd
Von der Existenz dieses kleinen Dorfes weiß man durch einen Adelsbrief, der Endrőd als zum Besitz der Familien Endrődy und Verbőczy gehörend beschreibt. Es wurde im Jahre 1425 Endréd, 1450 Endreed, 1550 Endryd geschrieben. Zeitgenössischen Angaben zufolge war es im Jahr 1425 der Wohnsitz von 33 Adelsfamilien. Im Jahr 1907 gab es in der damaligen Großgemeinde 2304 Häuser und 11.855 Einwohner auf einer Fläche von 26.391 Katastraljochen. Sie gehörte zu dieser Zeit zum Bezirk Gyoma im Komitat Békés.

### Gyomaendrőd
Bis zum Zusammenschluss im Jahr 1982 war Gyomaendrőd in die beiden Großgemeinden Gyoma und Endrőd unterteilt, 1989 erhielt Gyomaendrőd den Status einer Stadt.
Bei der Stadteinfahrt auf der Hauptstraße Nr. 46 von Budapest nach Gyomaendrőd kann man vor der Endrőder Brücke lange Reihen von Wochenendhäusern sehen. Diese Häuser stehen am Ufer von zwei toten Flussarmen. Diese entstanden mit weiteren nach einer Regulierung des Flusses Körös und bilden zusammen mit dem Hauptfluss ein beliebtes Freizeit- und Anglerparadies. Der Wert dieses Erholungsgebietes wird durch die Tatsache gesteigert, dass der Körös als einer der saubersten Flüsse Ungarns gilt.
In der Stadt befindet sich auf dem Hősök tere (deutsch: Helden-Platz) ein Denkmal, das an die Opfer des Ersten Weltkriegs und der Zwischenkriegszeit erinnert. Im Jahr 1935 kam es in Endrőd zu einer Gendarmsalve; dabei sind viele Menschen ums Leben gekommen. Die Statue des Denkmals schuf der Bildhauer und Künstler István Kiss. Für die Opfer des Zweiten Weltkriegs wurde ein weiteres Denkmal erstellt, künstlerisch gestaltet von Béla Mladonyiczky. In der Sugár-Straße hat man ein Landeshaus eingerichtet.
Nach Überquerung der Budapest-Békéscsabaer Eisenbahnlinie kommt man nach Gyoma. Dieser Stadtteil ist landesweit durch die Kner-Buchdruckerei bekannt geworden. Neben der Druckerei steht das Kner-Haus, entworfen von Lajos Kozma. Hier ist das einzige Typografische Museum von Ungarn untergebracht. Der Szabadság-Platz bildet das Herz des Stadtzentrums. Hier befindet sich unter anderem der Busbahnhof, von dem zahlreiche Regional- und Überlandbusse abgehen. Ein herrschaftliches Stadtpalais, das heute als ärztliche Ordination dient, gibt dem Platz eine besondere Atmosphäre. Ebenfalls am Szabadság-Platz steht das berühmte Hotel und Restaurant „Körös“ sowie das Stadthaus. Letzteres wurde im klassizistischen Stil errichtet. Die Reformierte Kirche ist heute ein Baudenkmal, sie wurde im sog. Zopfstil erbaut. In der Hősök-Str. 43 steht das Kner-Imre-Gymnasium, von Miklós Ybl im Siebenbürger-Ungarischen Stil entworfen. Die Katholische Kirche wurde 1878 nach Plänen des Architekten Alajos Hauszmann im neoromanischen Stil erbaut. Eine im Zopfstil projektierte erste katholische Kirche am Stadteingang ist seit 1804 ein Baudenkmal.
Vom Zentrum der Stadt kommt man über die Körös-Flusspromenade in die Erzsébet-Au (deutsch: Elisabethen-Aue). Hier befindet sich das Thermalbad der Stadt, dessen 62 °C warmes Wasser im Jahr 1960 zum Heilwasser erklärt wurde. Eine Anwendung dieses Thermalwassers ist angezeigt bei chronischen Erkrankungen der Bewegungsorgane sowie zur Therapie von gynäkologischen und anderen Problemen. Magenbeschwerden können durch eine Trinkkur mit leicht abgekühltem Heilwasser aus der Therme geheilt werden.
Längs des Flusses Körös wurden über die Länge von 26 Kilometern eine Promenade für Fußgänger, Radfahrer und Reiter sowie Anlegestellen für spezielle Wassertouren eingerichtet. Einen großen Besucherandrang erlebt die Stadt Gyomaendrőd anlässlich der vielen touristischen Veranstaltungen. Auf dem Programm stehen zum Beispiel ein Motocrossrennen und ein Volkswagen-Treffen, das „Internationale Käse- und Quarkfestival“ sowie im Rahmen der St.-Stephans-Tage der Landesfisch-Kochwettbewerb.

## Städtepartnerschaften
- Aiud, Rumänien, seit 1993
- Pilzno, Polen
- Schöneck, Hessen
- Vrútky, Slowakei

## Söhne und Töchter der Stadt
- Izidor Kner (1860–1935), Buchbinder, Drucker und Schriftsteller
- Ferenc Kállai (1925–2010), Schauspieler
- Jánosné Keserű, (1925–2018), Politikerin
- Ágnes Gergely (* 1933), Schriftstellerin

## Sehenswürdigkeiten
- Evangelische Kirche, erbaut 1861–1862
- Reformierte Kirche
- Römisch-katholische Kirche Jézus Szíve, erbaut 1876
  - In der Kirche befinden sich Glasfenster, erschaffen 1878 durch Alajos Hauszmann und Ede Kratzmann
- Römisch-katholische Kirche Szent Imre, erbaut 1798–1804
- Kner Druckereimuseum
- Heimatgeschichtliche Sammlung Béla Vidovszky (Städtische Galerie)
- Kálmán-Rózsahegyi-Sammlung (Rózsahegyi Kálmán Gyűjtemény)
- Nepomuki-Szent-János-Statue
- Sgraffito, erschaffen 1980 von Antal Honti
- Büsten von Gábor Bethlen, Győző Határ, János Pásztor, Kálmán Rózsahegyi und Máté Tímár

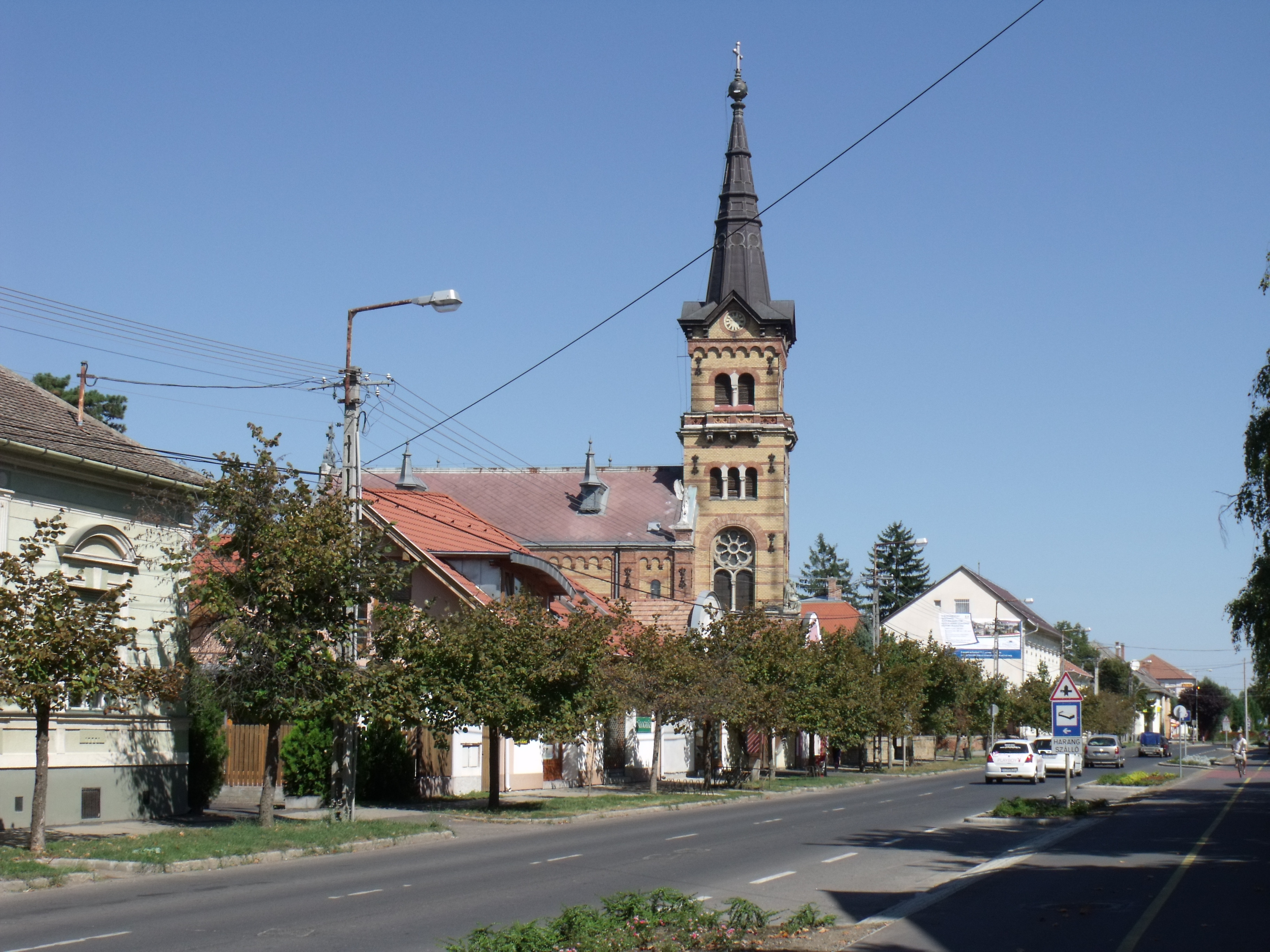
Römisch-katholische Kirche Jézus Szíve
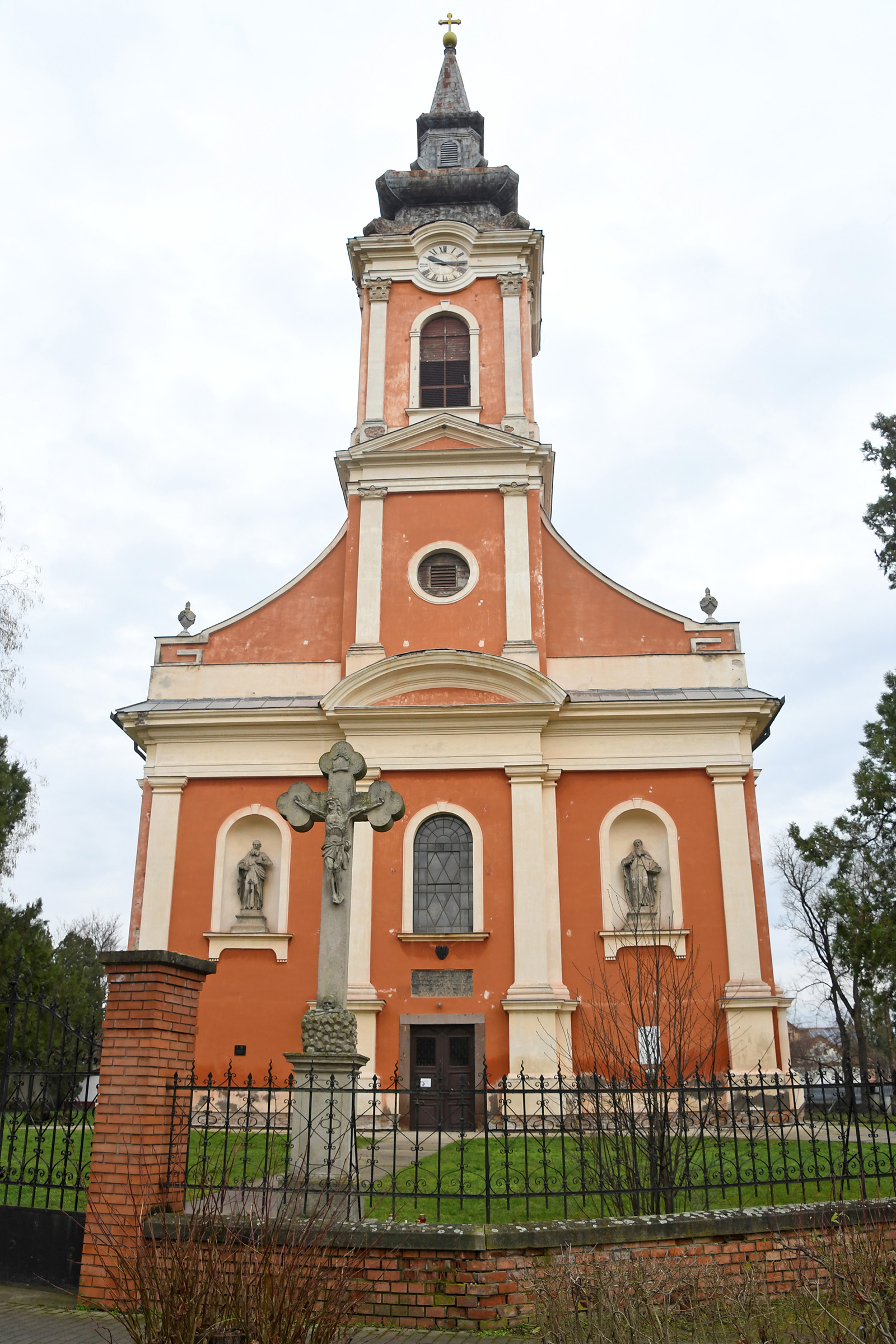
Römisch-katholische Kirche Szent Imre
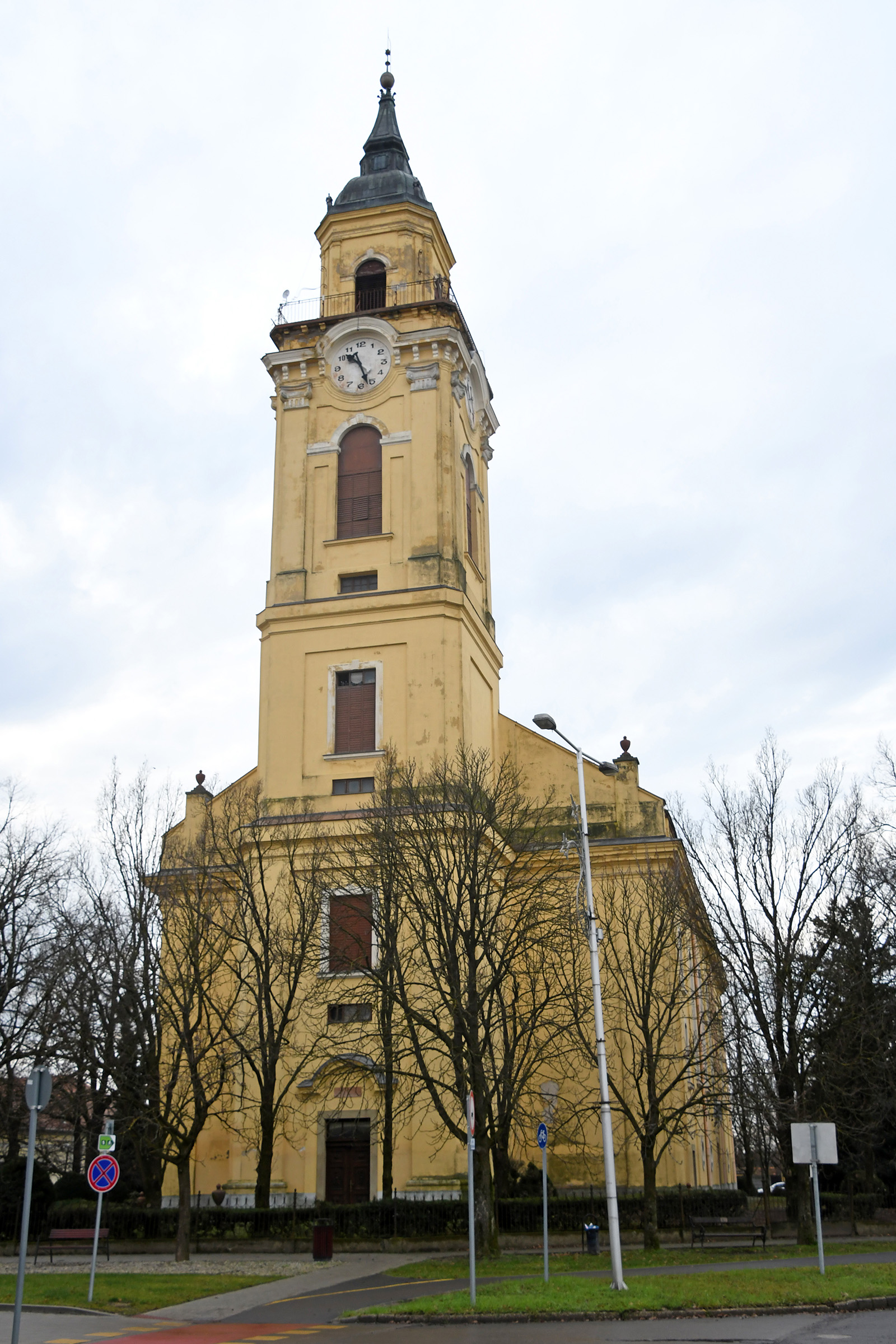
Reformierte Kirche
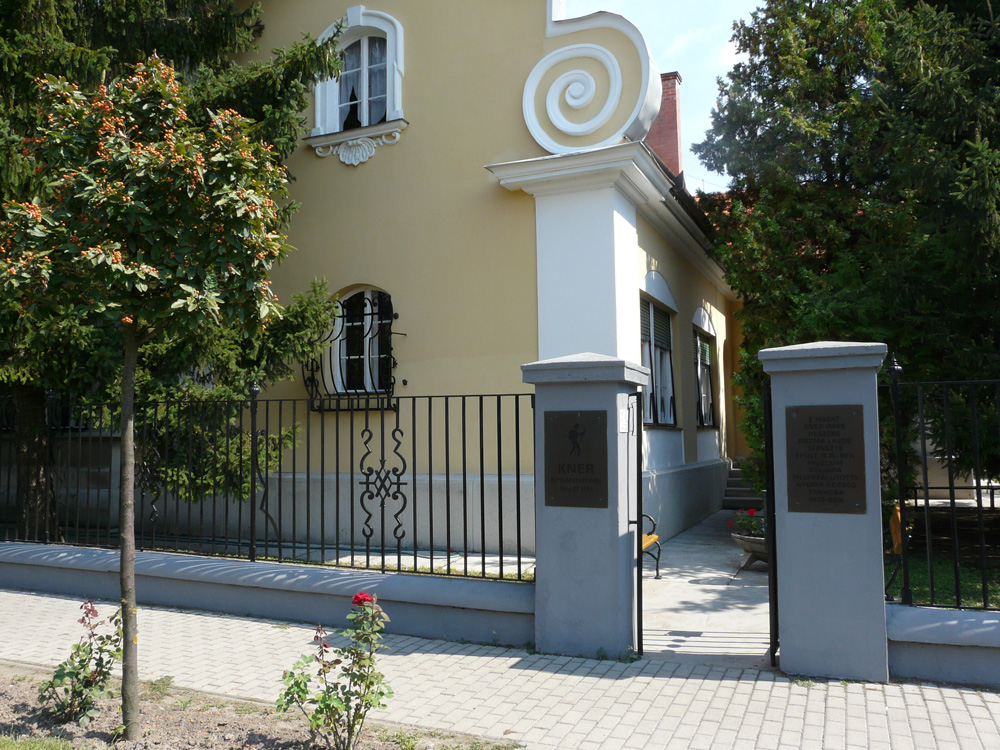
Eingang zum Kner Druckereimuseum
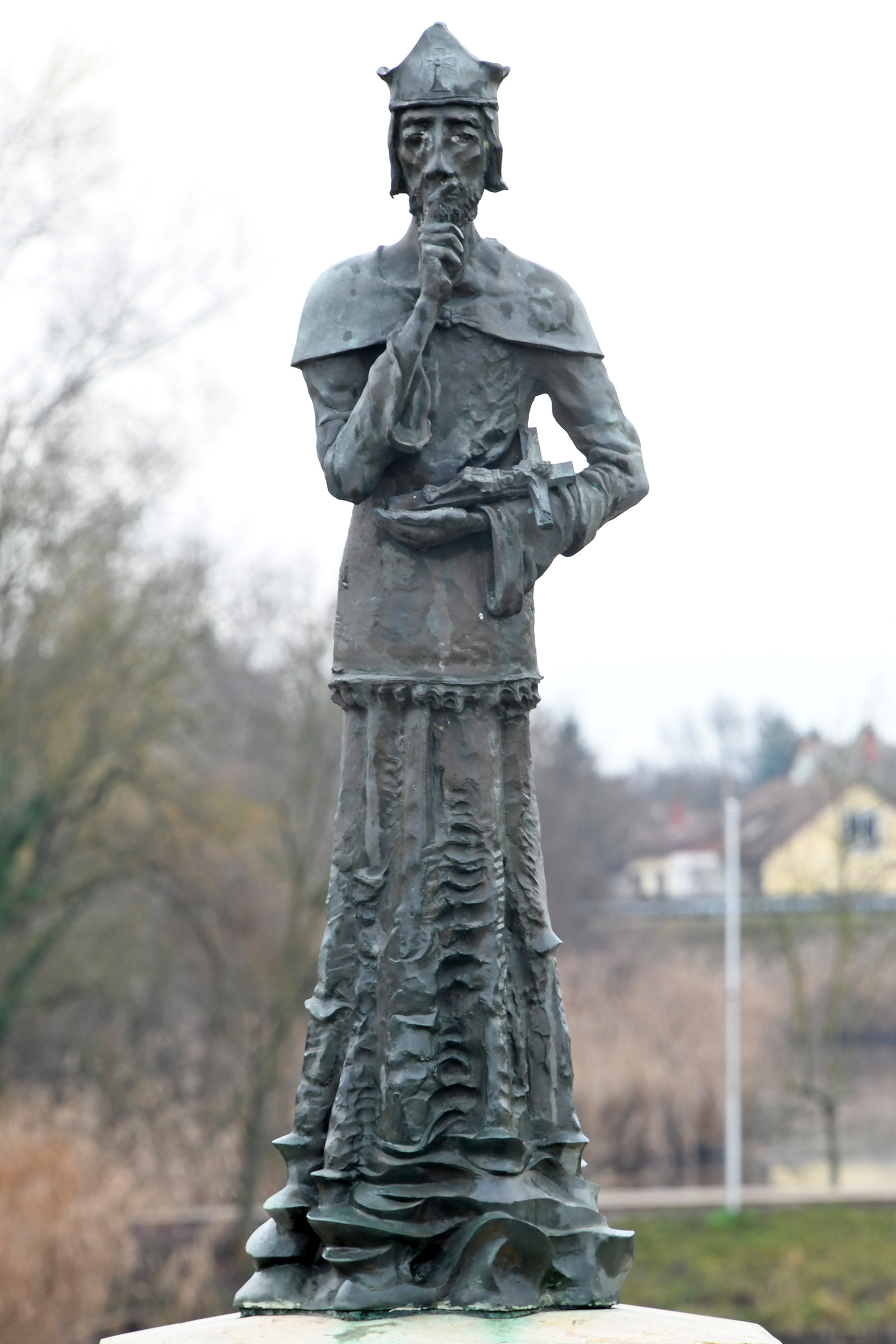
Nepomuki-Szent-János-Statue
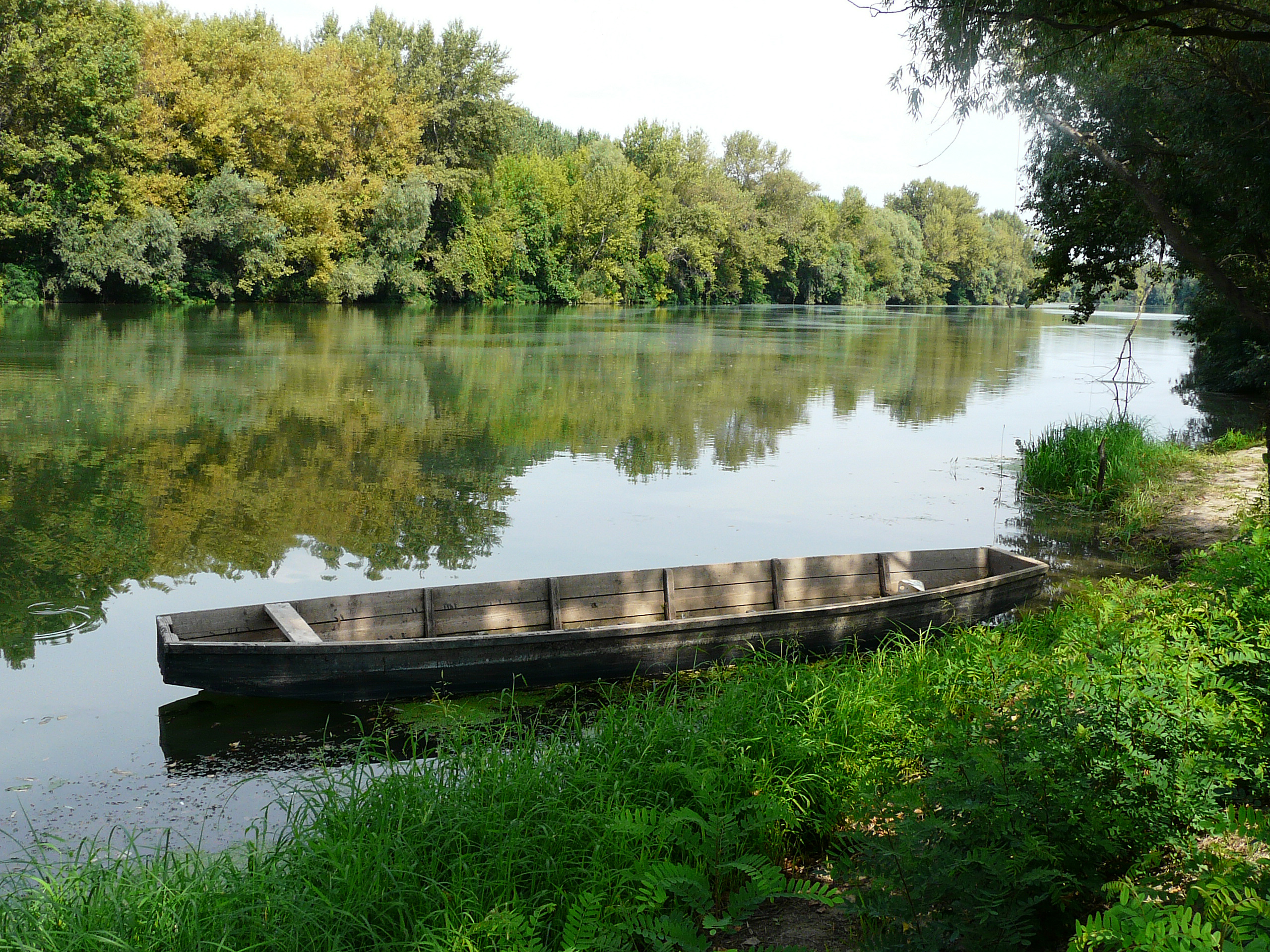
Fluss Hármas-Körös bei Gyoma

## Verkehr
Die Hauptstraße Nr. 46 führt durch die beiden Ortsteile Gyoma und Endrőd.
Der Bahnhof Gyoma liegt an der Bahnstrecke Szajol–Arad und bildet das Ende für die Bahnstrecke Kisújszállás–Gyoma.